# Chalma (Hidalgo)
Chalma es una localidad de México, localizada en el municipio de Lolotla en el estado de Hidalgo.

## Geografía
Se encuentra en la región geográfica de la Sierra Alta; a la localidad le corresponden las coordenadas geográficas 20° 52’ 33.185” de latitud norte y 98° 41’ 31.077” de longitud oeste, con una altitud de 1495 m s. n. m. Cuenta con un clima templado húmedo con lluvias todo el año.
En cuanto a fisiografía se encuentra en la provincia de la Sierra Madre Oriental, dentro de la subprovincia del Carso Huasteco; su terreno es de sierra. En lo que respecta a la hidrografía se encuentra posicionado en la región del Pánuco, dentro de la cuenca el río Moctezuma, y en la subcuenca del río Los Hules.

## Demografía
En 2020 registró una población de 501 personas, lo que corresponde al 5.29 % de la población municipal. De los cuales 247 son hombres y 254 son mujeres.
| Gráfica de evolución demográfica de Chalma entre 1900 y 2020 |
|                                                              |
| Población registrada por los censos y conteos del INEGI.     |